# 賈英華
賈 英華（カ エイカ、1952年 - ）は、著名作家、晩清朝史を専門に研究、中国伝記学文学学会副会長、中国作家協会全国委員会委員、中国電力作家協会主席。
代表作に「愛新覚羅溥儀最後の人生」、「最後の宦官秘聞 ラストエンペラー溥儀に仕えて」、「末代皇帝の弟溥傑伝」がある。
「愛新覚羅溥儀最後の人生」は日本で一世を風靡した書籍であり、しかも中国、イギリス、アメリカ、フランス、日本及び香港、オーストラリア、台湾等百カ国余りの内外の権威あるメディアから評価を得ることで、継続して溥儀の自伝「わが半生」を出版することに成功した。中国語版は余りの売れ行きに第九版まで印刷し、且中国図書第五回黄金の鍵賞を受賞。著者は書道に対する造詣も深く「中国第一回名人名作展」、「現代名家書道展」等に入選した経歴をもつ。

2013年時に「末代皇帝の非常な人生」第四回中国伝記優秀賞

## 経歴
北京火力発電所の職員、班長、団委員書記、総工場団委員書記、華北電力管理局電力新聞華北記者団の責任者、北京火力発電総工場団委員書記、国務院秘書局副處長、處長、副局長、国家経済貿易委員電力司副司長、国家電力監視会供給電力部主任。

中国作家協会第六、七、八回全国委員会委員。

彼は、溥儀のために墓誌の代作をし、

「愛新覚羅溥儀最後の人生」が出版されてから国内外に大きな反響を呼び、

最後の宦官孫耀庭のために碑文を書いた。

彼も又9つにも及ぶ末代皇族シリーズの作品を世に出した。

### 【作品の創作過程】
「わが半生（原文名：我的前半生）」を一夜で読み終えた
賈英華(カエイカ)、北京出身、幼い頃から東四牌楼第九條胡同口(胡同は路地のこと)で育った。彼が生まれ育った北京東城について、清朝時代の北京城の居住区は主に「東富西貴」、「南賎北貧」とに区分され、特に「東富」には、金持ちの商人と紳士が住んでいる所であった。しかしながら1911年の辛亥革命後に、「東富西貴」に変化が現れ、軍閥の混戦で実権を握った新しい高官と貴人は大多数繁栄しつつある東城に住むようになり、又ここにも中国を代表する多くの文化人をも輩出し、今日の「西富東貴」という枠組みを形成した。一条から十二条まで、各条において幾つもの文化人や歴史的人物の事件や昔話が残され、例えば九条には京劇の女形で著名な梅蘭芳の故居があり、この地は正に京劇の男形役者孟小冬と梅蘭芳が激しい恋に落ちた所としても大変有名である。他にも梅蘭芳を拉致した大学生が捕らえられて斬首刑に処し、九條胡同口の電柱にその首が吊るされたといういわれも残っている。八条には民国の代理国務総理 朱啓鈐、葉聖陶、章士釗、唐生明、朱海北及び溥儀のおば(嬸子/父親の弟の妻)、溥儀の側近教師である朱益藩 の故居もあり、又七条には、かの「苦菜花」で著名な作者馮徳英の故居があり、張挺（溥儀が彼を日本留学させた）もここに住んでいたこともある。
著名作家浩然も十条口に住んでいた事があり、そして十一条には宦官が暮らす小さな廟があり、賈英華がまだ少年の時に、瑞興成油鹽店にいる年老いた宦官は入り口の石段でよく宮中の出来事を語ったものだ。
賈英華がまだ中学に通っていた頃、彼の一人のクラスメートは裕容齢（西太后の御前女官）の隣人で、賈英華はこの院内で学習をした事があり、彼は今日に至っては容齢の「皮膚はとても白く、ツルの羽毛のように真っ白な髪に子供っぽさの顔つきで、人並み優れた風格を有しており」。「文革」が始まった頃、賈英華はまだ中学に通っていた。彼は鼓楼の紅衛兵司令部で書き写した「わが半生」、一夜かけて読み上げ、世界でこのような有意義な本があったものかと驚嘆したのだった。1967年、溥儀が世を去ってからは、溥儀夫人李淑賢は東四牌楼第八條に引っ越した。彼女と隣人との間は普段交友はあまりないが、賈英華の母とは意気投合する仲であった。賈英華が二十数歳の時に、腎炎に患い自宅で休養していた。李淑賢は其の頃廣安門中醫院で勤務しており、よく始発バスで看病にいったものであった。

### あっという間に10年の歳月を忍んだ。
周恩来総理亡き後、李淑賢は時に総理が生前溥儀に対し気遣たことを語り、賈英華はこのために幾度と無くインタビューを行った。1980年、本編の文章は「人民日報、戦地」と「新華文摘」等のメディア上に公開され、これは双方が初めて共同合作を行って調印をして発表した文章である。
その後、賈英華と李淑賢編集部「社会科学戦線」雑誌編集部責任者周雷の誘いにより、「愛新覚羅溥儀最後の人生」の執筆に取り掛かった。賈英華は何件かの医院に通って、溥儀のカルテを取り出し、関連する内容書き写し、加えて文章の概要を作成し、インタビューを通じて手がかりを探り、計五万字ほど執筆した。しかしながら其の当事、中国東北地方のとある雑誌と取材を行った際にその記者に「原稿を持って行かれ」、彼が自分の名義で単独発表を行った。数年後双方は裁判所で争うこととなった。
その記者は賈英華の前で、彼はたかが中学一年生の文化水準しかなく、読み書きする能力は持ち合わせていないと言われたことがあった。賈英華の心に深い傷を負った、その出来事が「後半生」を執筆する決心に至った。その後の十年間、賈英華はかなりの努力を積み重ねて史料集めに没頭した。彼は前後300数名もの溥儀の関係者とインタビューを行い、膨大な量の一次史料を収集した。北は長春、南は広東、東は蓬莱、しかも訪英期間中は、大英図書館で莊士敦の史料を調べた。
其の当時賈英華は八王墳の北京火力発電所に勤めており、毎週一日しか休日がなく、彼は夜と全ての国定休暇の時間をインタビューに費やした。十年間北京城を走り回り、十年間映画を見ず、しかも自宅にはテレビを購入していないといった生活を送っていた。彼も又ハネムーン旅行で河北に赴いた機会を利用して山東へインタビューしたものだった。最も忘れづらかったのは蔡鍔の息子蔡端のインタビューであり、相手を貶す口調で、年老いた私が聞く所によると賈英華の学歴は中学一年生の水準しかなく、ただの火力発電所の職人に過ぎない、「文史館には既に本を執筆するものがおり、あなた一人で、本職に専念すればいいのではないか、なんで溥儀の研究を行うのであろうか。」
賈英華は蔡端を前後三回訪問した経緯があったが、先方は夫人が病に患っていることを口実に、門を堅く閉めたまま面会を拒むのであった。賈英華は「私には一つ気にかけることがあり、あなたと溥儀は同じ執務室にいたことがあったでしょうか？」この問題は過去においてずっと議論になっており、ある者は確かにそういうことがあったとか、又ある者は、このような事はなかったと、蔡端はたった一文字「いました」とだけ返答したのだった。
三回にもわたる根気強い訪問インタビューは結局失敗に終わったが、たった一言の返答だけでどれだけの歴史真偽の問題を解決したものか。

### 人生は僧の苦行
難問に差し掛かったのは一度のみではなかったが、大多数の者は賈英華のインタビューに対して非常に協力的であった。
溥儀は一時北京植物園に勤務していた事があり、賈英華は車に乗って北京に駆けつけてインタビューを行ったことがあり、その当時、溥儀の同僚は大変協力的で、取材者のために溥儀の多くの出来事を語ってくださったのだった。植物園での取材は、昼は自分で用意した饅頭を齧り、二口水道水を飲んだのちに、現場で新聞を敷いて木板の上で休息をとり、午後には継続して取材を行った。
一番大変だった一日は、賈英華はある証人を探し求めるために、朝六時に出発し、八王墳騎から頤和園に向かい、更に香山に向かって、什刹海畔に戻ってきた時には既に夜8時前後であった。
劉寶安は元々溥儀が植物園に勤務していた時の同僚であった。劉寶安を探すために、賈英華は山東蓬萊縣城を二回回って、ようやく彼が住む養老院についた。劉寶安は元々志願兵をしており、このご老人はかなり興奮した様子で、賈英華以外は、訪問に訪れた者はいなかった。劉寶安は手元に溥儀から送られてきたオリジナルの手紙を数多く保存しており（溥儀自身が実際に送った貴重な手紙も含む）、全て賈英華に送ったのであった。書面内容からも証明できるように、毛主席は確かに溥儀に会った事があり、具体的な日付も書面に記載されており、長きに渡る疑問に終止符を打ったのであった。

### 最後の見証人
賈英華は四十年数年もの歳月をかけて堅持し、溥儀身辺のほとんどの見証人を取材し、大多数の取材は全て録音の記録を留めていた。取材中に、賈英華と溥傑、婉容の弟潤麒等多くの皇族とは忘れがたい仲となった。それ以外に、賈英華も又中国最後の宦官、孫耀庭とは最愛の友となり、取材の際に百時間余りの録音テープや10数本にも及ぶBETAビデオテープを残した。
1980年5月29日、溥儀の追悼会が丁重に催された。溥儀が1967年に逝去された際に、ただ一つの小さな骨壷と溥傑の簡単な題詞を読み上げたのだった。この時少し大きめの梨木の骨灰の箱に変える必要があり、李淑賢は賈英華に溥儀の墓誌の代作を行うことに同意し、溥傑も快く同意したのだった。よって、賈英華は末代皇帝のために墓誌の代作を行う人物となった。
上記作品以外に、代表作には「最後の宦官秘聞 ラストエンペラー溥儀に仕えて」（英語、日本語版を出版し、且15種類の文字で翻訳され、連載された。）；又「末代皇帝の帝位継承秘話」（北京第二回図書祭でベストセラーとなった）、「末代皇帝最後の婚姻の謎を解く」は国外向け中文旧字体版を出版、国内数百に及ぶメディアから評価を得た。特に「最後の宦官秘聞 ラストエンペラー溥儀に仕えて」日本語版は、出版してから数ヶ月以内に第七版まで印字するほどの売れ行き。其の他に《新中国国旗、国家、国章、国都、紀年の誕生》（本書は国家教育委員会政治教材輔導書として指定される。）等の作品がある。2012年には人民文学出版社より「末代皇族シリーズ」――「末代皇帝的非常人生——告訴你一個你所不知道的溥儀（末代皇帝の非常な人生――あなたの知られざる溥儀を語る）」、「末代皇妹韞龢(末代皇帝の妹韞龢)」、「末代皇叔載濤(末代皇帝の叔父載濤)」、「末代國舅潤麒(末代皇帝溥儀の舅潤麒)」等多くの歴史伝記物語、ドキュメンタリー、散文、旅行記、詩詞等、さまざまなジャンルの文学作品がある。
賈英華は、多年にわたり、前後数百人の関係者を取材するかたわら、末代皇帝、末代宦官及び清末の宮廷に関する資料や映像を捜し集め、その数千万字にも及び、其の一部は国内外でも希少価値を有したものだった。彼も「末代太監游故宮(末代宦官再び故宮に赴く)」、「末代太監憶生平(末代宦官生い立ちを遡る)」、「末代皇族生活実録(末代皇族の生活実録)」の作品等、自費で清末頃の人物の音声を数百時間収録したり、ドキュメンタリー映像の制作を行い、国内外から幅広く注目を集めた。
それ以外に、大型ドキュメンタリー「故宮」の司会者の一人でもあった。
賈英華によって記された「末代皇帝シリーズ」、は国内外の権威有るメディアより幅広く脚光を浴びた。2010年には「中国当代(現代)人物伝播100家」に入選した。中国日報、人民日報、ニューヨークタイムズ、ロイター通信社、ワシントンポスト、ロサンゼルスタイムズ、イギリスのガーディアン紙、フランスのエクスプレス紙、欧州時報、日本時事社、香港文匯報、蘋果報、臺灣旺報等香港、オーストラリア、台湾等の多くの国際的権威を有するメディアから賈英華及び「末代」の作品について大幅に論じられた。多くの権威を有するメディアからは「賈英華は末代皇帝と末代宦官等清朝末期の宮廷人物の史料について全面的に占める量は当代第一人者である。」と評している。
2012年2月12日前後に新浪、雅虎(ヤフー)等のポータルサイトは賈英華が司会を行うインターネット番組「掲秘最後的聖旨(最後の聖旨の秘密を説き明かす)」を報道した。100年までのこの日に、年僅か六歳の宣統皇帝溥儀は一枚の詔書により退位を宣布し、2000数年にも渡る封建皇帝制度に終止符を打った。
賈英華は「掲秘最後的聖旨(最後の聖旨の秘密を説き明かす)」シリーズのインターネット番組において、彼が収蔵した百年前理藩部が印刷した、「溥儀遜位詔書」と「清室優待條件」等のオリジナル史料及び世に公開されていない歴史的写真等大量の文物を公開した。「愛新覚羅溥儀最後の人生」、「最後の宦官秘聞 ラストエンペラー溥儀に仕えて」を完成させた後に初めて製作したフルハイビジョンの映像作品だ。

## 作品一覧

### 【主な作品】
「末代皇帝的後半生」(愛新覚羅溥儀最後の人生)。( 中国語 ) 群眾出版社。1989年 初版.—中国図書第五回黄金の鍵賞を受賞。
「末代皇帝的後半生」(愛新覚羅溥儀最後の人生)。( 中国語 ) 人民文学出版社。2004年　再版。ISBN 978-7-02-004589-1。
「愛新覚羅溥儀 最後の人生」。( 日本語 ) 時事通信社。1995年。ISBN 978-4788795372。
「末代太監孫耀庭傳」(末代太監孫耀庭伝)。( 中国語 ) 知識出版社。1992年 初版。本書籍は十五種類の言語に訳され海外で発行された。
「末代太監孫耀庭傳」(末代太監孫耀庭伝)。( 中国語 ) 人民文学出版社。2004年 再版。ISBN 978-7-02-004590-7。
「The Last Eunuch of China-The Life of Sun Yaoting」。( 英語 ) China Intercontinental Press。2008年。ISBN 9787508514079。
「最後の宦官秘聞 ラストエンペラー溥儀に仕えて」。( 日本語 ) 日本放送出版協会。2002年8月。ISBN 978-4140807101。
「末代皇帝的立嗣紀實」(末代皇帝の帝位継承秘話)。( 中国語 ) 開明出版社。1993年 初版。--北京第二回図書祭でベストセラーとなった
「末代皇帝的立嗣紀實」(末代皇帝の帝位継承秘話)。( 中国語 ) 人民文學出版社。2004年 再版。ISBN 978-7-02-004588-4。
「末代皇弟溥傑傳」(末代皇帝の弟溥傑伝)。( 中国語 ) 作家出版社。2002年 初版。--全世界華人書籍アメリカエリア十大ヒット書籍
「末代皇弟溥傑傳」(末代皇帝の弟溥傑伝)。( 中国語 ) 人民文学出版社。2004年 再版。ISBN 978-7-02-004606-5。
「末代皇帝最後一次婚姻解密」(末代皇帝最後の一回の婚姻の謎を紐解く)。( 中国語 ) 群眾出版社。2001年 初版。ISBN 7-5-014-2463-2.
「末代皇帝的非常人生」(末代皇帝の非常な人生)。( 中国語 ) 人民文学出版社。2012年 初版。ISBN 978-7-02-0088607。
「末代皇妹韞龢」(末代皇帝の妹韞龢)。( 中国語 ) 人民文学出版社。2012年 初版。ISBN 978-7-02-008854-6。
「末代皇叔載濤」(末代皇帝の叔父載濤)。( 中国語 ) 人民文学出版社。2012年 初版。ISBN 978-7-02-008819-5。
「末代國舅潤麒」(末代皇帝溥儀の舅潤麒)。( 中国語 ) 人民文学出版社。2012年 初版。ISBN 978-7-02-008818-8.